# 唱盤
《唱盤》（英語：TurnTable）是奈及利亞的音樂娛樂雜誌，於2020年12月19日由阿約米德·奧里歐沃（Ayomide Oriowo）和西米洛魯瓦·阿德戈科（Similoluwa Adegoke）共同創辦。《唱盤》除了報導奈及利亞音樂、娛樂產業新聞，還發布音樂排行榜展示當周奈及利亞最熱門的歌曲、專輯。此外，《唱盤》設立的奈及利亞唱盤認證系統負責奈及利亞的唱片認證。

## TurnTable Charts
為呈現奈及利亞音樂產業現狀和創建一個可靠的音樂排行榜，阿約米德·奧里歐沃（Ayomide Oriowo）和西米洛魯瓦·阿德戈科（Similoluwa Adegoke）在2020年7月共同創辦。該排行榜包含了5個於每周發布的（綜合榜單）、（電台榜單）、（有線電視歌曲榜單）、（Audiomack、Boomplay和YouTube榜單）和（本地榜單），以及年度排名。
榜單後續新增、修改與刪除部分榜單，並增加多個來源展示更全面的奈及利亞音樂產業現狀。擴展前50名人氣單曲的、展現人氣專輯與藝人的、於2022年推出。

## 奈及利亞唱盤認證系統
奈及利亞唱盤認證系統（英語：TurnTable Certification System of Nigeria）於2023年創立。TCSN向符合條件的奈及利亞專輯、單曲唱片進行認證，唱片認證基於串流次數和數位下載，每串流1,500次可折合1張專輯銷量，每串流150次可折合1張單曲銷量。專輯認證標準為銀12,500、金25,000、白金50,000，單曲認證標準為銀25,000、金50,000、白金100,000。
唱片認證於2023年2月20日開放申請，BNXN fka Buju與Zinoleesky合作的Kilometer （Remix）是其首支白金認證單曲。

## 外部連結
- 官方网站